# Callionymus comptus
Callionymus comptus е вид бодлоперка от семейство Callionymidae. Видът е уязвим и сериозно застрашен от изчезване.

## Разпространение и местообитание
Разпространен е в САЩ (Хавайски острови).
Обитава пясъчни дъна на морета, лагуни и рифове. Среща се на дълбочина от 3 до 28 m.

## Описание
На дължина достигат до 3 cm.